# NGC 6774
NGC 6774 ist ein offener Sternhaufen vom Trumpler-Typ III2m im Sternbild Schütze.
Entdeckt wurde das Objekt am 19. Juli 1828 von John Herschel.